# Marko Kump
Marko Kump (Novo mesto, 9 september 1988) is een Sloveens voormalig wielrenner. In 2011 koerste hij namens Geox-TMC, maar deze ploeg hield na een jaar al op met bestaan en Kump keerde terug naar Adria Mobil. In 2013 en 2014 kwam hij uit voor Tinkoff-Saxo, alvorens wederom terug te keren naar Adria Mobil.
In 2004 werd hij nationaal kampioen bij de nieuwelingen en in 2009 zesde op het wereldkampioenschap wielrennen voor beloften. Hij werd nadien ploegleider bij Adria Mobil.

## Belangrijkste overwinningen
2004
 Sloveens kampioen op de weg, Nieuwelingen
2007
Poreč Trophy
2009
1e etappe Istrian Spring Trophy
2e etappe Coupe des Nations Ville Saguenay
4e etappe Ronde van Slovenië
3e etappe Ronde van de Toekomst
2010
Trofeo Zssdi
4e etappe Internationale Wielerweek
Ronde van Vlaanderen, Beloften
2012
1e etappe Istrian Spring Trophy
Banja Luka-Belgrado I
1e etappe Szlakiem Grodòw Piastowskich
Grote Prijs Südkärnten
Central European Tour Budapest GP
GP Ljubljana-Zagreb
2015
Trofej Umag
Poreč Trophy
3e etappe Istrian Spring Trophy
GP Adria Mobil
Belgrado-Banja Luka I
2e etappe Ronde van Kroatië
1e etappe Ronde van Azerbeidzjan
Puntenklassement Ronde van Azerbeidzjan
1e en 2e etappe Ronde van Małopolska
Eindklassement Ronde van Małopolska
4e etappe Ronde van Slovenië
1e, 2e, 6e, 9e en 12e etappe Ronde van het Qinghaimeer
Puntenklassement Ronde van het Qinghaimeer
Kroatië-Slovenië
Velothon Stockholm
2016
9e en 10e etappe Ronde van het Qinghaimeer
2019
GP Slovenian Istria
GP Adria Mobil
4e etappe Belgrado-Banjaluka
1e etappe Ronde van Bihor
Puntenklassement Ronde van Bihor
Grote Prijs van Kranj
Kroatië-Slovenië
1e etappe Ronde van Kroatië

## Resultaten in voornaamste wedstrijden
| Jaar | Milaan-San Remo | Gent-Wevelgem | Ronde van Vlaanderen | Parijs-Roubaix | Amstel Gold Race | Brussels Cycling Classic | Parijs-Tours | Cyclassics Hamburg |  | WK op de weg |  | Wereldranglijsten |
| ---- | --------------- | ------------- | -------------------- | -------------- | ---------------- | ------------------------ | ------------ | ------------------ |  | ------------ |  | ----------------- |
| 2011 | opgave          |               |                      |                |                  | 58e                      |              |                    |  |              |  |                   |
| 2012 |                 |               |                      |                |                  |                          |              |                    |  | opgave       |  |                   |
| 2013 |                 | opgave        |                      | 105e           | opgave           | 26e                      | 99e          | 121e               |  |              |  | 224e (UWT)        |
| 2014 |                 |               |                      | 98e            |                  |                          |              |                    |  |              |  |                   |
| 2015 |                 |               |                      |                |                  |                          |              |                    |  | opgave       |  |                   |
| 2016 |                 | 60e           | opgave               | 85e            |                  |                          |              |                    |  |              |  | 229e (UWT)        |
| 2017 |                 | opgave        | opgave               | opgave         |                  | Zilver                   |              | 8e                 |  |              |  | 161e (UWT)        |

## Ploegen
- 2007 –  Adria Mobil
- 2008 –  Adria Mobil
- 2009 –  Adria Mobil
- 2010 –  Adria Mobil
- 2011 –  Geox-TMC
- 2012 –  Adria Mobil
- 2013 –  Team Saxo-Tinkoff
- 2014 –  Tinkoff-Saxo
- 2015 –  Adria Mobil
- 2016 –  Lampre-Merida
- 2017 –  UAE Team Emirates [a]
- 2018 –  CCC Sprandi Polkowice
- 2019 –  Adria Mobil
- 2020 –  Adria Mobil

1. ↑  Tot de Ronde van Abu Dhabi heette de ploeg UAE Abu Dhabi, maar na het aantrekken van Emirates als cosponsor werd de naam veranderd.

Cujnik · Furdi · Jarc · Kišerlovski · Kump · Nose · Senekovic · Špilak · Svab · J. Zagar · T. Zagar · Zrimšek
Bole · Cujnik · Grlic · Jarc · Kišerlovski · Kump · Murn · Nose · Senekovic · Svab · Zagar · Zrimšek
Bole · Cujnik · Fajt · Gnezda · Jarc · Kump · Murn · Nose · Signego · Svab · Vrečer · Zagar · Zrimšek
Fajt · Gnezda · Gorenc · Hočevar · Jarc · Kump · Mahorič · Murn · Music · Nose · Palandri · Zagar
Alberio · 
Ardila · 
Blanco ·
Brändle · 
Cheula · 
Cobo ·
Colli · 
Corti · 
de la Fuente · 
Duarte · 
Durán · 
Felline ·
Florencio ·  
Gianetti · 
Gutiérrez Gutiérrez · 
Kozontsjoek · 
Kump · 
Mensjov · 
Pelucchi · 
Ratto · 
Sastre · 
Valls · 
Wyss
Đurasek · Fajt · Gnezda · Gorenc · Hočevar · Kump · Mugerli · Nose · Pavlin · Rogina · Segina
Bennati ·
Boaro ·
Breschel ·
Cantwell · 
Christensen ·
Contador ·
Duggan ·
Hernández ·
Juul-Jensen ·
Jørgensen ·
Kreuziger ·
Kroon ·
Kump ·
Lund ·
Majka ·
McCarthy ·
Miyazawa ·
Mørkøv ·
Noval ·
Petrov ·
Paulinho ·
Pires ·
Roche ·
Rogers ·
C. A. Sørensen ·
N. Sørensen · 
Sutherland ·
Tosatto ·
Zaugg ·
Hansen (stagiair) ·
Poljański (stagiair)
Beltrán · Bennati · Boaro · Breschel · Contador · Hansen · Hernández · Juul-Jensen · Kolář · Kreuziger · Kroon · Kump · Majka · McCarthy · Mørkøv · Paulinho · Petrov · Pires · Poljański · Roche · Rogers · Rovny · C.A. Sørensen · N. Sørensen · Sutherland · Tosatto · Troesov · Valgren · Zaugg · Guldhammer (stagiair)
Božic · Fajt · Kump · Novak · Per · Rogina · Roglič · Rumac · Štimulak
Arashiro · Bono · Cattaneo · Cimolai · Conti · M. Costa · R. Costa · Đurasek · Feng · Ferrari · Grmay · Kasjavy · Kump · Meintjes · Modolo · Mohorič · Mori · Niemiec · Petilli · Pibernik · Polanc · Ulissi · Xu · Zurlo · Masnada (stagiair) · Ravasi (stagiair) · Troia (stagiair)
Aït el Abdia · Atapuma · Bono · Consonni · Conti · Costa · Đurasek · Ferrari · Ganna · Guardini · Kump · Laengen · Marcato · Meintjes · Mirza · Modolo · Mohorič · Mori · Niemiec · Petilli · Polanc · Ravasi · Swift · Troia  · Ulissi · Zurlo · Lizde (stagiair) · Raboesjenka (stagiair) · Romano (stagiair)
Antunes · Banaszek · Bernas · Brożyna · Cieślik · Franczak · Gradek · Koch · Kump · Kurek · Małecki · Owsian · Paluta · Pluciński · Sajnok · Schlegel · Sisr · Stosz · Taciak · Tratnik